# Serge de Turville
Serge de Turville, de son vrai nom Serge Walter Gaston Massip, est un peintre français, né le 6 janvier 1924 à Saint-Maur-des-Fossés (Val-de-Marne) et mort le 22 septembre 2005 à Paris.

## Biographie

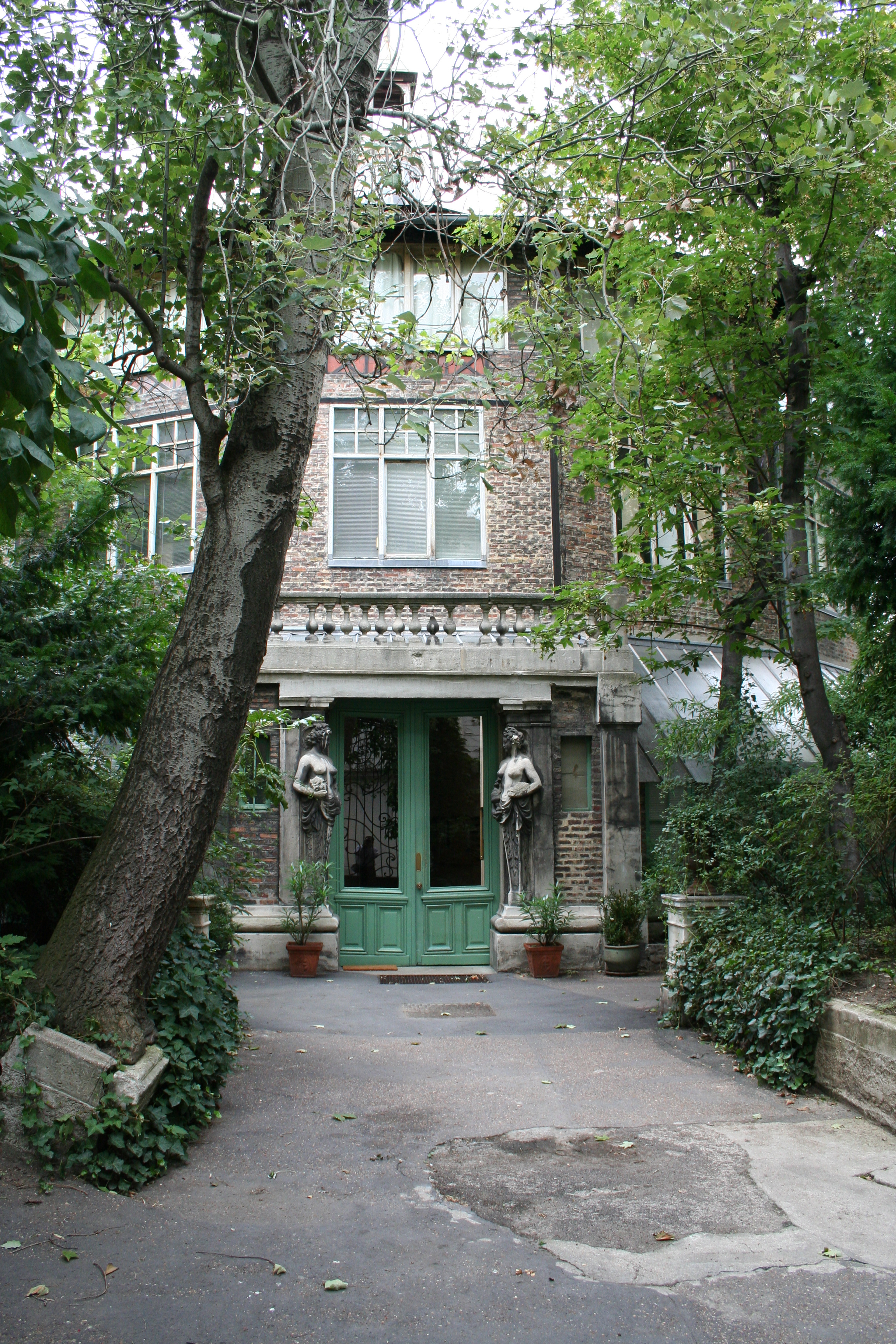
La Ruche, Paris

Grâce à l'obtention d'une bourse, Serge de Turville part en 1940 à Londres où il va vivre pendant dix ans, y étant successivement élève de la Saint Martin's School of Art et de la Central School of Art and Design (en).
Il vécut ensuite à Paris de 1950 à 1955, à Cagnes de 1955 à 1959, puis revint définitivement s'installer à Paris, dans un premier temps à La Ruche, ensuite au no 8 rue de Ridder.
Mort en septembre 2005, Serge de Turville repose au cimetière d'Ivry-sur-Seine.

## Expositions

### Personnelles
- Galerie Prismes, Paris, 1956.
- Galerie Artemont, Paris, 1961.
- Galerie Boissière, Paris, 1966.
- Galerie Thot, Avignon, 1967.

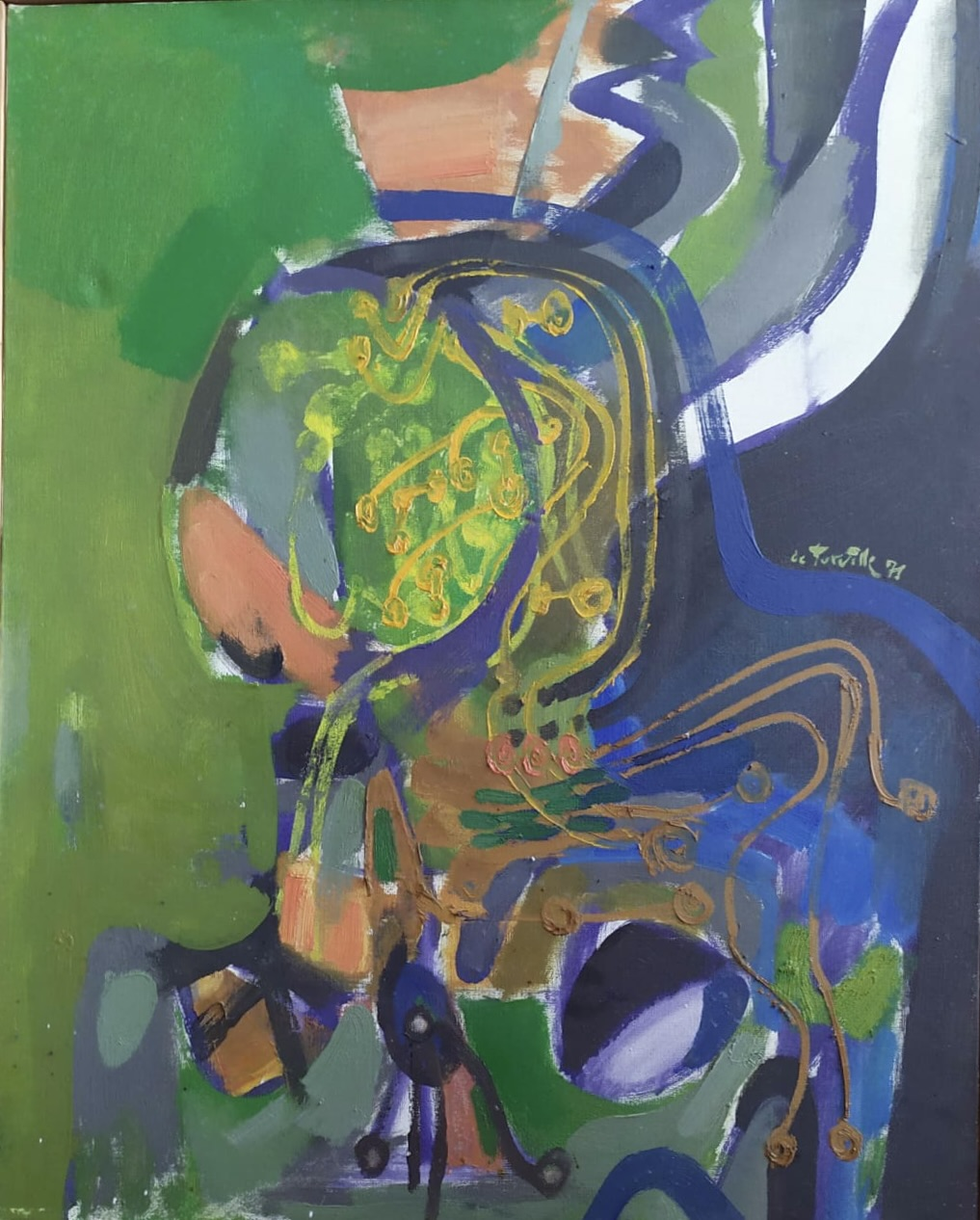
Tête électronique, tableau de Serge de Turville, 1971, collection privée, localisation inconnue

- Galerie Arlette Chabaud, Paris, 1968.
- Galerie Jouvène, Marseille, 1969, 1977, 1989.
- Galerie Condillac, Bordeaux, 1973, 1979.
- Galerie Créer, Paris, 1979.
- Centre des Mauquiers, Salernes, 1980.
- Jersey Museum & Art Gallery, Saint-Hélier, 1981.
- Centre international, Grasse, 1982.
- Centre d'art contemporain Pierre-Murat, château de Nointel (Val d'Oise), 1984.
- Galerie de la Marine, Cherbourg, 1985.
- Galerie Escapade, Paris, 1986.
- Centre culturel coréen, Paris, 1988.
- Galerie Artuel, Paris, 1990, 1992.
- Galerie de l'Ermitage, Le Touquet, 1994.
- Galerie Jacques Debaigts, Paris, 1995.
- Galerie Chris Lustman, Paris, 1997.
- Musée Adzak, Paris, 1997.
- Salthouse Gallery, St Ives (Cornouailles).
- Galerie 31, Lille, 1999.
- Galerie de Passy, Paris, 1999, 2000.
- Galerie de l'Hôtel de Wicque, Pézenas, février-mars 2001.
- Galerie Amiel Serra, Perpignan, 2001, 2002.
- Galerie Saint-Pierre, Bordeaux, 2002.
- Château royal de Collioure, Paris, 2003.
- I.G.S., Paris, 2003.
- Galerie Christi Couderc, Paris, 2004.
- Fondation Taylor, Paris, novembre 2005[3].
- Ferme de Trielle, Thiézac, juillet 2012.

### Collectives
- Marché expérimental d'art, Paris, 1968.
- Le Lucernaire, Paris, 1985.
- Salon des réalités nouvelles, 1988.
- Biennale de Conches, 1988.
- Galerie Magnet, Palais Fugger, Klagenfurt, avril-juin 2010.
- Participations non datées : Salon de mai, Salon Comparaisons, Salon de la Jeune Peinture.

## Réception critique
- « Dans le registre Art brut, la technique du collage et l'écriture véhémente : une peinture à effets. » - Gérald Schurr[4]
- « Bien qu'il se dise non abstrait, plusieurs séries se révèlent violemment chromatiques et gestuelles, parsemées de traces d'écriture, soit illisibles, soit occultes, par ratures. Celles-ci seraient inspirées par la musique jazz, une autre par le livre Ulysse de Joyce. » - Dictionnaire Bénézit[5]
- « Sa proximité avec la littérature (Shakespeare et Joyce) lui fait trouver des correspondances à partir d'une palette riche, lyrique, alors que la lumière avoue sa dette envers Bonnard. Mais Turville élabore son langage. Une verve chromatique, une turbulence graphique, fonctionnant par plans s'intercalant, s'emboîtant, se rompant pour écrire un tissu urbain, celui vécu aux États-Unis qui l'impressionne et auquel il tente de donner une vision à partir de signes et de formes qui deviennent sa signature. Une grille semble ordonner une composition toujours équilibrée en dépit de larges traversées chaotiques. Un volcan dont il domine les éruptions. » - Lydia Harambourg[3]

## Collections publiques
- Musée des beaux-arts de Brest[6] : Jeune fille à Touet-sur-Var, 1959, huile sur toile, 116 x 73 cm.
- Ville de Fos-sur-Mer, fresque.
- Port autonome de Marseille, fresque.
- Ville de Paris.
- Fonds national d'art contemporain, Puteaux, Urbaine, technique mixte sur papier 50x65cm, 1969[7].
- Rectorat de l'Académie de Versailles, Texte de Joyce, huile sur toile 81x100cm, 1982 (dépôt du Centre national des arts plastiques)[8].